# Karolina Wisniewska
Karolina Wisniewska (Varsovia, 26 de julio de 1976) es una esquiadora alpina paralímpica. Nacida en Polonia, se mudó a Canadá cuando tenía 5 años, donde comenzó a esquiar como una forma de terapia física para su parálisis cerebral. En el transcurso de su carrera deportiva como esquiadora, ganó ocho medallas paralímpicas totales por esquiar y 18 medallas en las Copas Mundiales del Comité Paralímpico Internacional (IPC). En los Juegos Paralímpicos de Invierno de 2002 de Salt Lake City, ganó cuatro medallas, la mayor cantidad obtenida por un esquiador para-alpino canadiense en un solo evento olímpico. Wisniewska se retiró del deporte por segunda vez en mayo de 2012 después de una lesión en 2011 que la llevó a perderse la mayor parte de la temporada de esquí 2011/2012.

## Biografía
Wisniewska nació el 26 de julio de 1976 en Varsovia, Polonia y se mudó a Alberta, Canadá cuando tenía cinco años. Vivía en el área de Vancouver en 2010, pero regresó a Calgary en 2012. 
Nacida con parálisis cerebral que afecta sus piernas y equilibrio, Wisniewska se tomó un descanso del esquí en un momento para asistir a la Universidad de Oxford. En 2007, fue incluida en el Salón de la fama del esquí canadiense. En 2012, estaba trabajando como oficial superior de programa en la división de alto rendimiento de Sport Canada. En 2017, Wisniewska fue incluida en el Salón de la Fama del Comité Paralímpico Canadiense.

## Esquí
Wisniewska es una esquiadora alpina, que comenzó el deporte cuando tenía cinco años como parte de la terapia física para su parálisis cerebral. En 1994, se unió al Alpine Disabled Alpine Team, la primera vez que participó en el esquí adaptado. Antes de esto, pertenecía al Sunshine Ski Club con sede en Banff.  A lo largo de su carrera como esquiadora, ganó ocho medallas paralímpicas en total por esquí, y 18 medallas en las Copas Mundiales del Comité Paralímpico Internacional (IPC). 
En 1995, Wisniewska ganó todos los eventos de su clase en los campeonatos nacionales e hizo su debut en el equipo nacional. Al año siguiente, ganó una medalla de oro en el Campeonato Mundial en Super-G en Lech, Austria. Representó por primera vez a Canadá en los Juegos Paralímpicos de Invierno en Nagano 1998, ganó un par de medallas de plata en el eslalon gigante LW3,4,5/7,6/8 ySuper-G LW3,4,5/7,6/8. En los Juegos Paralímpicos de Invierno de 2002 en Salt Lake City, ganó cuatro medallas: dos de plata y dos de bronce. Las platas las obtuvo por las pruebas de eslalon gigante LW3, LW4, LW9 y eslalon LW3,4,9. Sus medallas de bronce fueron por el descenso LW3,4,6/8,9 y en el Super-G LW3,4,6/8,9. Sus cuatro medallas fueron la mayor de un esquiador para-alpino canadiense en un solo Juego Paralímpico. En 2003, ganó el Globo de Cristal de la Copa Mundial de IPC, lo que significaba que era la Campeona general de la Copa Mundial de IPC de ese año.  
En 2004, Wisniewska se retiró del esquí por primera vez después de una conmoción cerebral. Salió de este retiro en 2007 para intentar hacer que el equipo canadiense promocione ser sede de los Juegos Paralímpicos de Invierno en 2010. En la Copa Mundial de IPC 2008 organizada por Corea del Sur, terminó sexta en el evento de eslalon con un tiempo combinado de 2:31.26. Los Juegos Paralímpicos de Invierno de 2010 en Vancouver fueron sus terceros Juegos Paralímpicos. Compitió en el slalom, terminando en cuarta posición después de su primera carrera y tercera en su segunda carrera en una ronda que vio a uno de los esquiadores delante de ella descalificado por esquiar fuera del campo. Wisniewska terminó con una medalla de bronce en el evento, en un tiempo combinado de 1:58.84. Su final, junto con la medalla de oro de su compañera de equipo Lauren Woolstencroft, resultó en el primer doble podio de Canadá en los Juegos de 2010. Su segunda medalla de bronce de los Juegos fue en el Super Combinado. 
En el Campeonato Mundial de IPC 2011, Wisniewska ganó un par de medallas de bronce en los eventos de slalom y súper combinados. En febrero de 2011, se lastimó durante una carrera cuesta abajo. En mayo de 2012, anunció su retiro del deporte después de una lesión que la mantuvo fuera del deporte durante la mayor parte de la temporada de esquí 2011/2012.